# サウス・アフリカン・マスターズ (ダーツ)
サウス・アフリカン・マスターズ (South African Masters) は、プロフェッショナル・ダーツ・コーポレイション (PDC) が過去に開催していたダーツのトーナメントである。
2007年より、南アフリカ共和国のヨハネスブルグにおいて、毎年9月、サウス・アフリカン・オープンの翌日に開催されていた。
2006年にもサウス・アフリカン・マスターズの名で、南アフリカ共和国に住むプレイヤーのみが参加できるオープン・トーナメントが開催され、その上位8名は、賞金などとは別にフィル・テイラーとエキシビションができる特典があった。
2007年、そのエキシビションが、テレビ放送もされ賞金も支払われるサウス・アフリカン・マスターズとなり、オープン・トーナメントは、サウス・アフリカン・オープンと名称を変更した。
これらは、連日行われる一連のトーナメントとなり、サウス・アフリカン・オープンの準決勝進出者が、このトーナメントに出場権を得られ、PDCのトップ・プレイヤーとトーナメントができるようになる。
なお、2010年以降、このトーナメントは中止されたが、サウス・アフリカン・オープンは、引き続き開催されている。

## PDCオーダー・オヴ・メリットと賞金
このトーナメントは、PDCのワールド・ランキング・システムであるPDC オーダー・オヴ・メリット (PDC OOM) に反映されない。
このトーナメントの賞金は、以下の通りとなっている。
| 年   | 優勝   | 準優勝 | 準決勝 | 準々決勝 | ハイエスト・ チェクアウト | 9ダーター | 実総額  | 公称総額 |
| ---- | ------ | ------ | ------ | -------- | ------------------------- | --------- | ------- | -------- |
| 2007 | £5,000 | £3,000 | £1,500 | £1,000   | 不明                      | -         | £15,000 | -        |
| 2008 | £5,000 | £3,000 | £1,500 | £1,000   | 不明                      | -         | £15,000 | -        |
| 2009 | £5,000 | £3,000 | £1,500 | £1,000   | 不明                      | £10,000   | £25,000 | -        |

2009年の賞金総額は、数多あるPDC ProTourに属するトーナメントよりも少なく、グレニーグル・アイリッシュ・マスターズやPDC ワールド・ダーツ・チャンピオンシップのプロフェッショナル・ダーツ・プレイヤーズ・アソシエイション (PDPA) に所属するプレイヤーのための予選などと同水準であった。
ただし、サウス・アフリカン・マスターズは、参加人数が8名のトーナメントであり、参加するだけで最低£1,000の賞金が保証される。
なお、この賞金額は、WDF/BDOの賞金額が3番目に高いであるダッチ・グランド・マスターズ (ザイデルダイン・マスターズ) の賞金額には及ばないが、4番目のダッチ・オープンを超えている。
2008年における他のトーナメントとの賞金額の比較は、次の通りである。
| 年   | 団体      | 大会                                   | 賞金総額 | 優勝   | 準優勝 | 準決勝 | 準々決勝 | ラスト 16 | ラスト 32 (*24) | ラスト 64 | ハイエスト・ チェクアウト | 9ダーター |
| ---- | --------- | -------------------------------------- | -------- | ------ | ------ | ------ | -------- | --------- | --------------- | --------- | ------------------------- | --------- |
| 2009 | PDC       | サウス・アフリカン・マスターズ         | £25,000  | £5,000 | £3,000 | £1,500 | £1,000   | -         | -               | -         | 不明                      | £10,000   |
| 2009 | PDC       | グレニーグル・アイリッシュ・マスターズ | €18,800  | €5,000 | €2,500 | €1,250 | €600     | €300      | €150            | €50       | 不明                      | -         |
| 2009 | PDC       | ワールド・チャンピオンシップPDPA予選   | £16,000  | -      | -      | -      | 通過     | £1,000    | £500            | £0        | 不明                      | -         |
| 2009 | WDF       | ダッチ・オープン                       | €16,450  | €4,500 | €2,250 | €1,250 | €500     | €250      | €100            | €50       | 不明                      | -         |
| 2009 | WDF (BDO) | ダッチ・グランド・マスターズ           | €33,500  | €5,000 | €2,500 | €2,000 | €1,500   | *€1,000   | *€1,000         | -         | 不明                      | -         |

## 本戦の日程・会場・放送など
日程、会場、タイトル・スポンサー、テレビ放送などの情報は、以下の通りである。
| 年   | 開催日    | 開催地         | 会場                 | スポンサー      | 使用ボード          | テレビ放送            |
| ---- | --------- | -------------- | -------------------- | --------------- | ------------------- | --------------------- |
| 2007 | 9/30 (日) | ヨハネスブルグ | エンペラーズ・パレス | Emperors Palace | unicorn ECLIPSE PRO | Challenge SuperSport  |
| 2008 | 9/28 (日) | ヨハネスブルグ | エンペラーズ・パレス | Emperors Palace | unicorn ECLIPSE PRO | Nuts TV SuperSport    |
| 2009 | 9/27 (日) | ヨハネスブルグ | エンペラーズ・パレス | Emperors Palace | unicorn ECLIPSE PRO | Sky Sports SuperSport |

## 形式
サウス・アフリカン・マスターズは、ラスト8 (準々決勝) から始まるシングル・エリミネイション・トーナメントであった。

### 出場者の決定
出場者の決定方法は、以下の通りである。
- PDC OOMより上位4名
- サウス・アフリカン・オープンより準決勝まで勝ち上がった4名

なお、サウス・アフリカン・オープンは、南アフリカ共和国に住んでいるプレイヤーのみ、参加資格がある。

### 本戦
準々決勝は、PDCのトップ・プレイヤーと南アフリカのプレイヤーの試合となる。

#### レッグ数
各年の各ラウンドにおけるレッグ数は、以下の通りである。
| 年   | 準々決勝 | 準決勝 | 決勝 |
| ---- | -------- | ------ | ---- |
| 2007 | 7        | 11     | 15   |
| 2008 | 7        | 9      | 9    |
| 2009 | 7        | 9      | 11   |

## 結果
このトーナメントの結果は、以下の通りである。

### 決勝戦
| 年   | チャンピオン     | スコア | 準優勝                             |
| ---- | ---------------- | ------ | ---------------------------------- |
| 2007 | フィル・テイラー | 8 - 6  | レイモンド・ファン・バルネフェルト |
| 2008 | フィル・テイラー | 5 - 2  | ジョン・パート                     |
| 2009 | フィル・テイラー | 6 - 4  | ジェームズ・ウェイド               |

### ナイン・ダート・フィニッシュ
サウス・アフリカン・マスターズで達成されたテレビ (生) 放送中のナイン・ダート・フィニッシュは、以下の通りである。
| 年   | 日付           | プレイヤー         | ラウンド | レッグ | 対戦相手             | 方法                            | 賞金 | レフェリー   | コメンテイター                      |
| ---- | -------------- | ------------------ | -------- | ------ | -------------------- | ------------------------------- | ---- | ------------ | ----------------------------------- |
| 2009 | 2009/9/27 (日) | マーヴィン・キング | 準決勝   | 5      | ジェームズ・ウェイド | T20 x 3; T20 x 3; T20, T19, D12 | 不明 | ラス・ブレイ | ジョン・グウェン ロッド・ハリントン |

## 記録
このイヴェントの歴代の記録は、以下の通りである。

### 最多優勝
- 3  フィル・テイラー

### 連勝記録
- 9  フィル・テイラー

### ナイン・ダート・フィニッシュ
- 1  マーヴィン・キング